# Leo Ruygrok
Leonard Petrus (Leo) Ruygrok (Utrecht, 8 mei 1884 – Hilversum, 3 januari 1944) was een Nederlands cellist, dirigent en componist.
Hij was zoon van musicus Jacobus Nicolaas Willem Adriaan Ruygrok en Martina Clara Geertruida de Bruijn. Hijzelf trouwde met Jeannette Maria Brinck, dochter Jeannette Maria (Netty) Ruygrok (1917-), leerlinge van Darja Collin werd danseres in Florence, San Remo en Napels.
Zijn eerste muzieklessen kreeg hij van zijn vader, maar er volgde ook een opleiding aan de Utrechtse muziekschool van de Maatschappij tot Bevordering der Toonkunst. Docenten aldaar waren Eduard Ferrée op cello en Johan Wagenaar voor muziektheorie en compositieleer). Hij nam als cellist plaats in het Stedelijke Orkest Utrecht onder leiding van Wouter Hutschenruijter, een vierjarig verblijf inclusief opleiding aldaar volgde. Na die periode werd hij (solo)cellist in Winterthur, Berlijn, Lausanne (hij was daar ook dirigent), Angers en Helsinki. In Berlijn studeerde Ruygrok nog enige tijd compositie bij Paul Ertel.
In 1915 kwam hij naar de Arnhemsche Orkest Vereeniging (AOV) om er tweede dirigent te worden achter Van Anrooy, samen met Jan van Gilse. Van Anrooy. Hij zou de zogenaamde zomerconcerten leiden. Van Anrooy vertrok in 1917 en het bestuur van de AOV koos voor Van Gilse. Ruygrok ging daarom in 1919 aan de slag als eerste dirigent bij de Nationale Opera. Hij werd als tweede dirigent in Arnhem opgevolgd door Martin Spanjaard (Louis Boer was de andere gegadigde).In 1924 trad hij aan als tweede dirigent, achter Peter van Anrooy, bij het Residentie Orkest. In oorlogstijd was hij dirigent van het orkest van de Nederlandse Omroep.
Al uit zijn periode in Utrecht stammen zijn eerste werken. Hij kon deze werken laten uitvoeren door orkesten waarin hij speelde of waarbij hij dirigeerde. Het begon met muziek dat hij samen met zijn vader schreef voor Swawa’s Herinneringsdag (1904), een door Amy Grothe-Twiss in de bossen van Het Gooi uitgevoerd openluchtspel op tekst van Joannes Reddingius en Egbert Bontjema. De reeks ging verder met een Suite voor orkest, zijn eerste van vier concertouvertures (Roland, De Tragische, Midas en Vival Academie). Voorts schreef hij twee symfonieën (nr 2. uit 1931). Hij werd later toegeschreven aan de stroming "De revolutionairen". Zijn Ouverture Midas en Ricercare voor vier fluiten en strijkorkest zijn respectievelijk in 1928 en 1942 uitgevoerd door (leden van) het Concertgebouworkest onder leiding van Peter van Anrooy en Jaap Spaanderman. Zijn muziek is geheel vergeten, wellicht mede omdat een deel daarvan bestemd was voor de Nationaal-Socialistische Beweging. Dit blijkt onder meer uit de genodigden op zijn begrafenis op de Algemene Begraafplaats Amersfoort, te weten gedelegeerden van de Nederlandse Kultuur Kamer (NKK) en een gedeputeerde van de Schutzstaffel (SS).
Hij schreef (samen met Max Tak) de filmmuziek voor Veertig jaren (1938), een film over veertig jaar regering onder koningin Wilhelmina der Nederlanden.